# Кратеропа біловола
Кратеро́па біловола (Argya gularis) — вид горобцеподібних птахів родини Leiothrichidae. Ендемік М'янми.

## Поширення і екологія
Біловолі кратеропи живуть в сухих чагарникових заростях і на полях. Живляться переважно комахами. Зустрічаються невеликими зграйками, зазвичай близько 7 птахів. Розмножуються протягом всього року, з піком в березні-травні.